# عبور از مانع در سه بعد (بازی ویدئویی)
بازی  عبور از مانع در سه بُعد  (به انگلیسی: Breakthru in ۳D) در سال ۱۹۸۲ و در سبک آرکید توسط شرکت آوالون هیل (Avalon Hill) منتشر گردید.

## گیم‌پلی

تصویر بازی

این بازی در واقع نسخه ای از سری بازی‌های معروف "بریک آوت (Breakout)" می باشد. شما بعنوان بازیباز در انتهای یک اتاق قرار دارید و در انتهای دیگر اتاق دیواری وجود دارد که متشکل از بلوک‌های مختلف و قابل شکستن می باشد. و بازیباز با استفاده از یک پدال مربع شکل توپ موجود در بازی را باید به سمت دیوار انتهایی اتاق هدایت نموده و با شکستن بلوک‌های آن، راه خودرا به مراحل بالاتر باز نماید. در نسخه کامپیوتر با زیاد شدن مراحل، تعداد بلوک‌های تشکیل دهنده دیوار هم افزایش می یابد. ولی در نسخه کنسولی این بازی همه دیوارها از ۷۲ بلوک تشکیل شده و با افزایش مراحل تعداد توپ‌های قابل بازی کم می گردد.

## مشخصات فنی
- گرافیک: گرافیک این بازی دوبعدی می باشد
- سایر مشخصات : این بازی یک نفره بوده و توسط اهرمک قابل بازی می باشد. این بازی در نسخه تی آر اس ۸۰ (TRS-۸۰) به حداقل ۱۶ کیلوبایت رم احتیاج دارد.

## سیستم‌ها
این بازی در سال ۱۹۸۲ توسط شرکت آوالون هیل (Avalon Hill) بر روی رایانه خانگی تی آر اس ۸۰ (TRS-۸۰)، سپس در سال ۱۹۸۳ بر روی کنسول آتاری ۲۶۰۰ و در سال ۱۹۸۴ بر روی رایانه خانگی کمودور ۶۴ منتشر گردید.